# El Castigador (serie de 2000)
El Castigador (también conocida como El Castigador: Bienvenido de vuelta, Frank) es una serie limitada de doce números escrita por Garth Ennis e ilustrada por Steve Dillon y publicada  con la impresión Marvel Knights de Marvel Comics. La serie incluye al vigilante antihéroe el Castigador y corrió desde abril de 2000 a marzo de 2001.

## Historia de publicación
La historia continuó en la serie en marcha de Ennis' El Castigador vol. 5.

## Trama
Frank se re-establece en Nueva York tomando el sindicato del crimen de los Gnucci. El detective Soap es asignado a "atrapar" al Castigador; esto es puramente un movimiento de relaciones públicas como la policía no lo quiere. Frank pone a Soap de su lado, haciendo que le pase información de los sindicatos del crimen local.
Contra su voluntad, Frank gana tres amigos fieles en sus vecinos, Joan la Ratona, Mr. Bumpo, y Spacker Dave. Todos terminan ayudándole en su lucha contra los Gnucci, en parte por defensa propia mientras los delincuentes descubren dónde vive Frank. Spacker sufre tortura a manos de los Gnucci, dispuesto a no dar la ubicación de Frank.
Al final, los Gnucci son destruidos, ya no más una amenaza. Soap se convierte en comisario de la policía. Los amigos de Frank se sorprenden al descubrir que son ricos con el dinero robado a los Gnucci y que Frank se ha trasladado. Joan y Spacker se desempeñarían papeles más importantes en la vida de Frank después. Bumpo sufre un accidente médico ("algo importante cayó de su trasero") y debe vivir en el hospital.

## Ediciones recolectadas
La serie fue recogida en un libro de bolsillo comercial, junto con Punisher Kills the Marvel Universe, como El Castigador: Bienvenido de vuelta, Frank, que se convirtió en el título informal de la serie.

## En otros medios
- Joan, Mr. Bumpo, y Spacker Dave fueron interpretados todos en la película de 2004 The Punisher.
- Otra versión de la historia corre a través del videojuego de 2005 Punisher.

- Datos: Q3988884